# یاگل
یاگل (به آلمانی: Jagel) یک شهر در آلمان است که در اشلسویگ-فلنسبورگ واقع شده‌است. یاگل  ۹۶۱ نفر جمعیت دارد.